# Campeonato Mundial de Hockey sobre Césped Junior Masculino 2013
El II Campeonato Mundial de Hockey sobre Césped Masculino Junior de 2013 se celebró en Nueva Delhi, India entre el 6 de diciembre y el 15 de diciembre del 2013. El evento fue organizado por la Federación Internacional de Hockey (FIH).
Participaron en total 16 selecciones nacionales divididas en 4 grupos.

## Equipos participantes
| Grupo A  | Grupo B   | Grupo C       | Grupo D       |
| -------- | --------- | ------------- | ------------- |
| Bélgica  | Argentina | Canadá        | Inglaterra    |
| Egipto   | Australia | India         | Malasia       |
| Alemania | España    | Corea del Sur | Nueva Zelanda |
| Pakistán | Francia   | Países Bajos  | Sudáfrica     |

## Primera fase
Los primeros dos de cada grupo disputaron las semifinales. 

### Grupo A
| Equipo   | J | G | E | P | GF | GC | DG | PTS |
| -------- | - | - | - | - | -- | -- | -- | --- |
| Bélgica  | 2 | 2 | 0 | 0 | 8  | 1  | 7  | 6   |
| Alemania | 2 | 1 | 0 | 1 | 7  | 4  | 3  | 3   |
| Pakistán | 2 | 1 | 0 | 1 | 4  | 8  | -4 | 3   |
| Egipto   | 2 | 0 | 0 | 2 | 2  | 8  | -6 | 0   |

- Resultados

| Fecha | Hora¹ | Partidos | Partidos | Partidos |
| ----- | ----- | -------- | -------- | -------- |
| 06.12 | 14:30 | Alemania | 1-3      | Bélgica  |
| 06.12 | 18:00 | Pakistán | 3-2      | Egipto   |
| 07.12 | 14:00 | Bélgica  | 5-0      | Egipto   |
| 07.12 | 13:00 | Pakistán | 1-6      | Alemania |
| 10.12 | 14:00 | Alemania | -        | Egipto   |
| 30.07 | 16:00 | Bélgica  | -        | Pakistán |

### Grupo B
| Equipo    | J | G | E | P | GF | GC | DG | PTS |
| --------- | - | - | - | - | -- | -- | -- | --- |
| Australia | 2 | 2 | 0 | 0 | 7  | 2  | 5  | 6   |
| Francia   | 2 | 2 | 0 | 0 | 7  | 5  | 2  | 6   |
| España    | 2 | 0 | 0 | 2 | 3  | 6  | -3 | 0   |
| Argentina | 2 | 0 | 0 | 2 | 4  | 8  | -4 | 0   |

- Resultados

| Fecha | Hora¹ | Partidos  | Partidos | Partidos  |
| ----- | ----- | --------- | -------- | --------- |
| 06.12 | 14:00 | Argentina | 2-5      | Australia |
| 06.12 | 17:00 | España    | 3-4      | Francia   |
| 08.12 | 14:00 | Australia | 2-0      | España    |
| 08.12 | 16:00 | Argentina | 2-3      | Francia   |
| 09.12 | 14:00 | Argentina | -        | España    |
| 09.12 | 16:00 | Australia | -        | Francia   |

### Grupo C
| Equipo        | J | G | E | P | GF | GC | DG | PTS |
| ------------- | - | - | - | - | -- | -- | -- | --- |
| Países Bajos  | 2 | 2 | 0 | 0 | 6  | 4  | 2  | 6   |
| Corea del Sur | 2 | 1 | 0 | 1 | 9  | 7  | 2  | 3   |
| India         | 2 | 1 | 0 | 1 | 5  | 5  | 0  | 3   |
| Canadá        | 2 | 0 | 0 | 2 | 6  | 10 | -4 | 0   |

- Resultados

| Fecha | Hora¹ | Partidos      | Partidos | Partidos      |
| ----- | ----- | ------------- | -------- | ------------- |
| 06.12 | 12:00 | Corea del Sur | 7-4      | Canadá        |
| 06.12 | 20:00 | India         | 2-3      | Países Bajos  |
| 07.12 | 18:00 | Corea del Sur | 2-3      | Países Bajos  |
| 07.12 | 20:00 | India         | 3-2      | Canadá        |
| 10.12 | 18:00 | Países Bajos  | -        | Canadá        |
| 10.12 | 20:00 | India         | -        | Corea del Sur |

### Grupo D
| Equipo        | J | G | E | P | GF | GC | DG | PTS |
| ------------- | - | - | - | - | -- | -- | -- | --- |
| Malasia       | 2 | 2 | 0 | 0 | 5  | 3  | 2  | 6   |
| Sudáfrica     | 2 | 1 | 0 | 1 | 3  | 3  | 0  | 3   |
| Nueva Zelanda | 2 | 0 | 1 | 1 | 4  | 5  | -1 | 1   |
| Inglaterra    | 2 | 0 | 1 | 1 | 3  | 4  | -1 | 1   |

- Resultados

| Fecha | Hora¹ | Partidos      | Partidos | Partidos      |
| ----- | ----- | ------------- | -------- | ------------- |
| 06.12 | 16:00 | Nueva Zelanda | 2-3      | Malasia       |
| 06.12 | 19:30 | Inglaterra    | 1-2      | Sudáfrica     |
| 08.12 | 16:00 | Sudáfrica     | 1-2      | Malasia       |
| 08.12 | 20:00 | Nueva Zelanda | 2-2      | Inglaterra    |
| 09.12 | 18:00 | Inglaterra    | -        | Malasia       |
| 09.12 | 20:00 | Sudáfrica     | -        | Nueva Zelanda |